# 普陀路街道
普陀路街道是中华人民共和国贵州省貴陽市云岩区下辖的一个街道办事处。
2012年8月14日，贵阳市人民政府通知决定撤销49个街道办事处，设立90个社区服务中心。
2020年1月10日，贵阳市人民政府通知决定撤销社区服务中心，恢复设立街道办事处。

## 行政区划
普陀路街道下辖以下村级行政区划单位：
和平社区、普陀社区、友谊社区、相宝社区、贵州日报社区、金波社区。